# Eibenstock
Eibenstock település Németországban, azon belül Szászország tartományban. Lakosainak száma 6975 fő (2023. december 31.). Eibenstock Přebuz és Nové Hamry községekkel határos.

## Fekvése
Swickautól délre fekvő település.

## Története
A települést a 13. században alapította 12 frankóniai paraszttelepes, akikhez hamarosan bányászok csatlakoztak. A bányászat a Reformáció alatt felvirágzott, 1560-tól
Eibenstock "szabad bányászváros", mely  mely még a 18. században és a 19. század első felében is a nyugati terület ónbányászatának központja volt, de nem eredménytelenül ezüst után is kutattak itt. A bányászatot később a textilipar különböző ágazatai váltották fel.

## Nevezetességei
- Zárt tornácos iparosházak - a 17. századból maradtak fenn. Az e környéken ritka épületek arról vallanak, hogy itt már a bányászat virágkorában is úzték a takácsmesterséget.
- Városi templom - 1864-től 1868-ig épült. Benne több, a 15., 16. századból való értékes ezüst és faragott műkincsekkel.

## Galéria

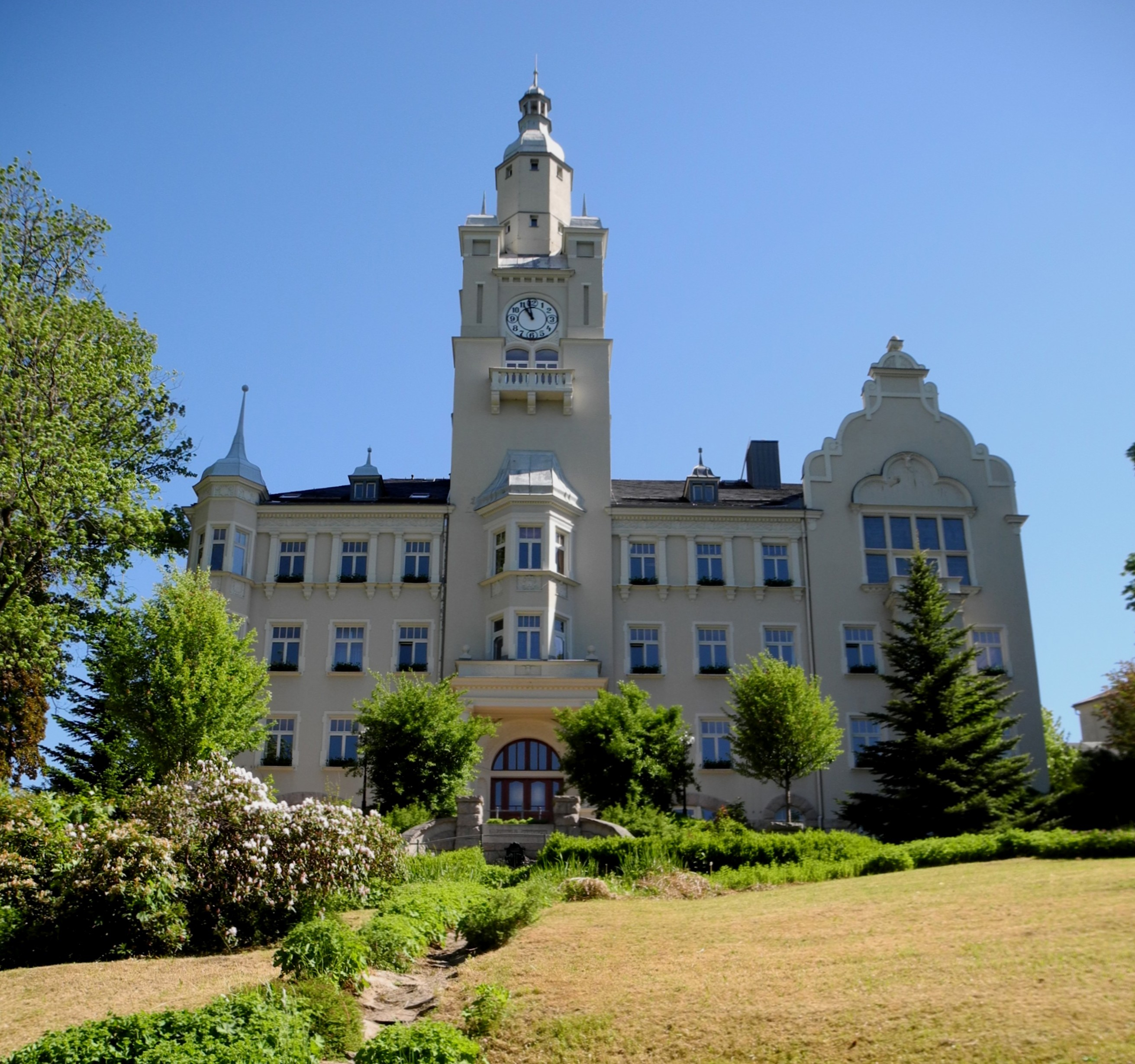
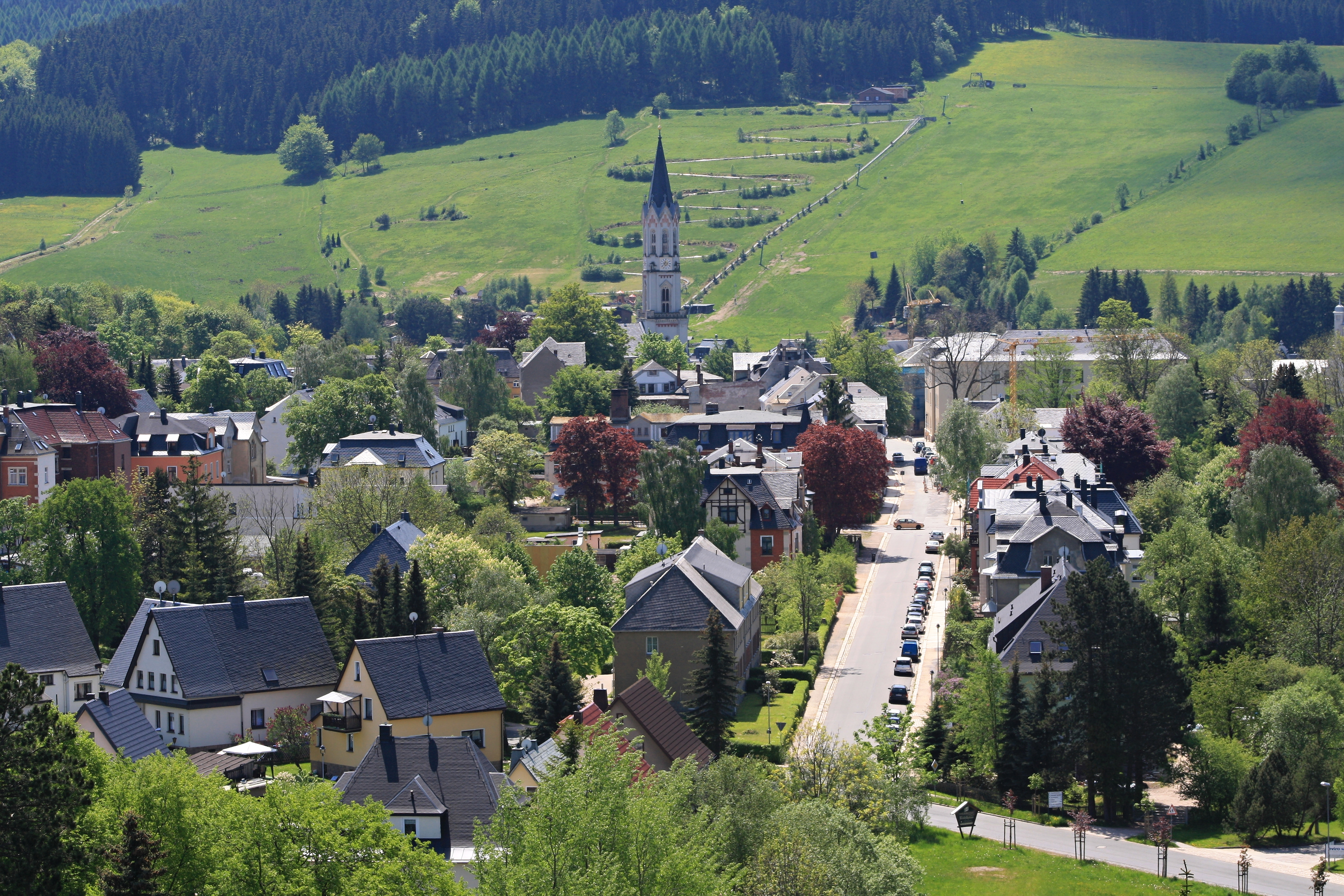
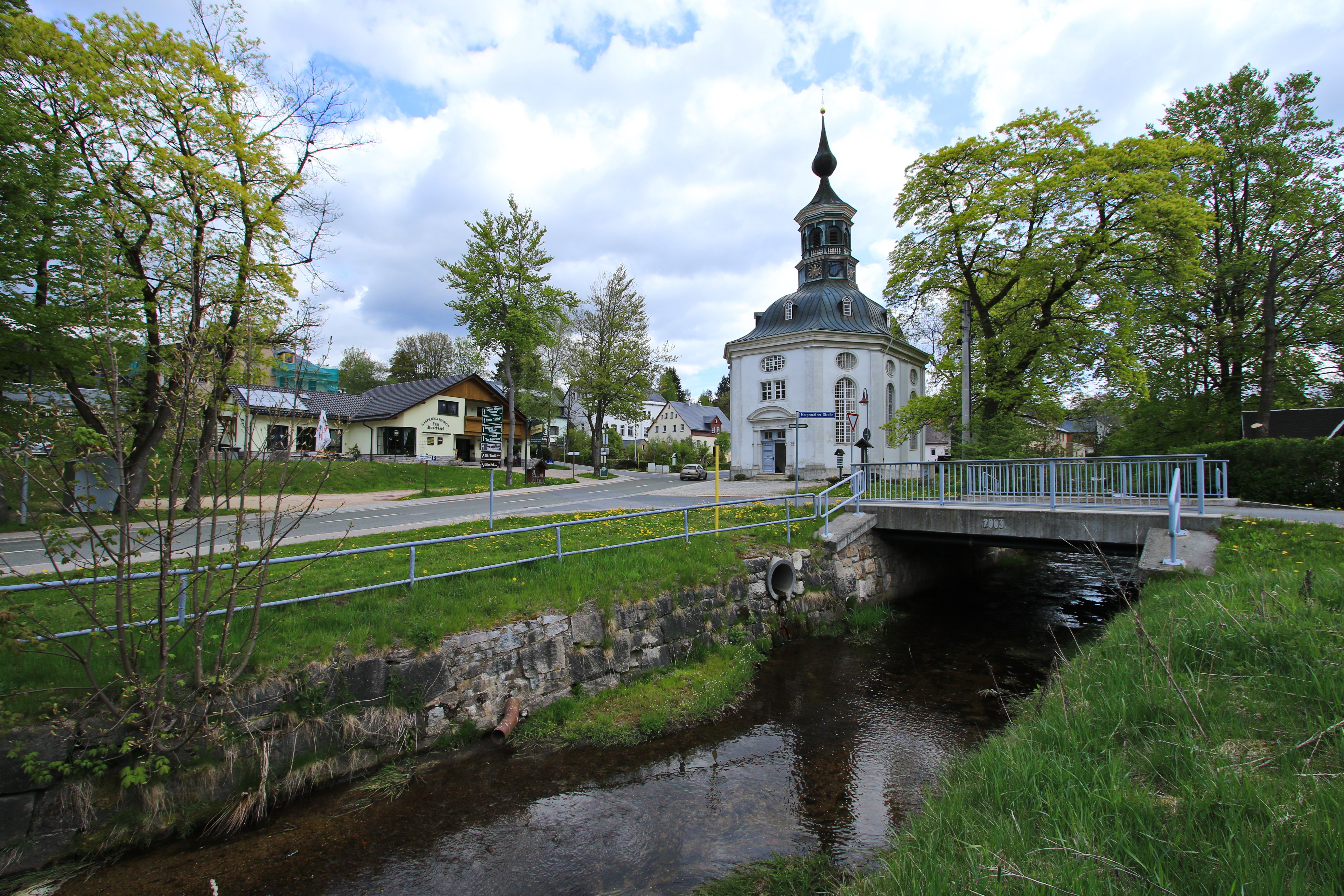
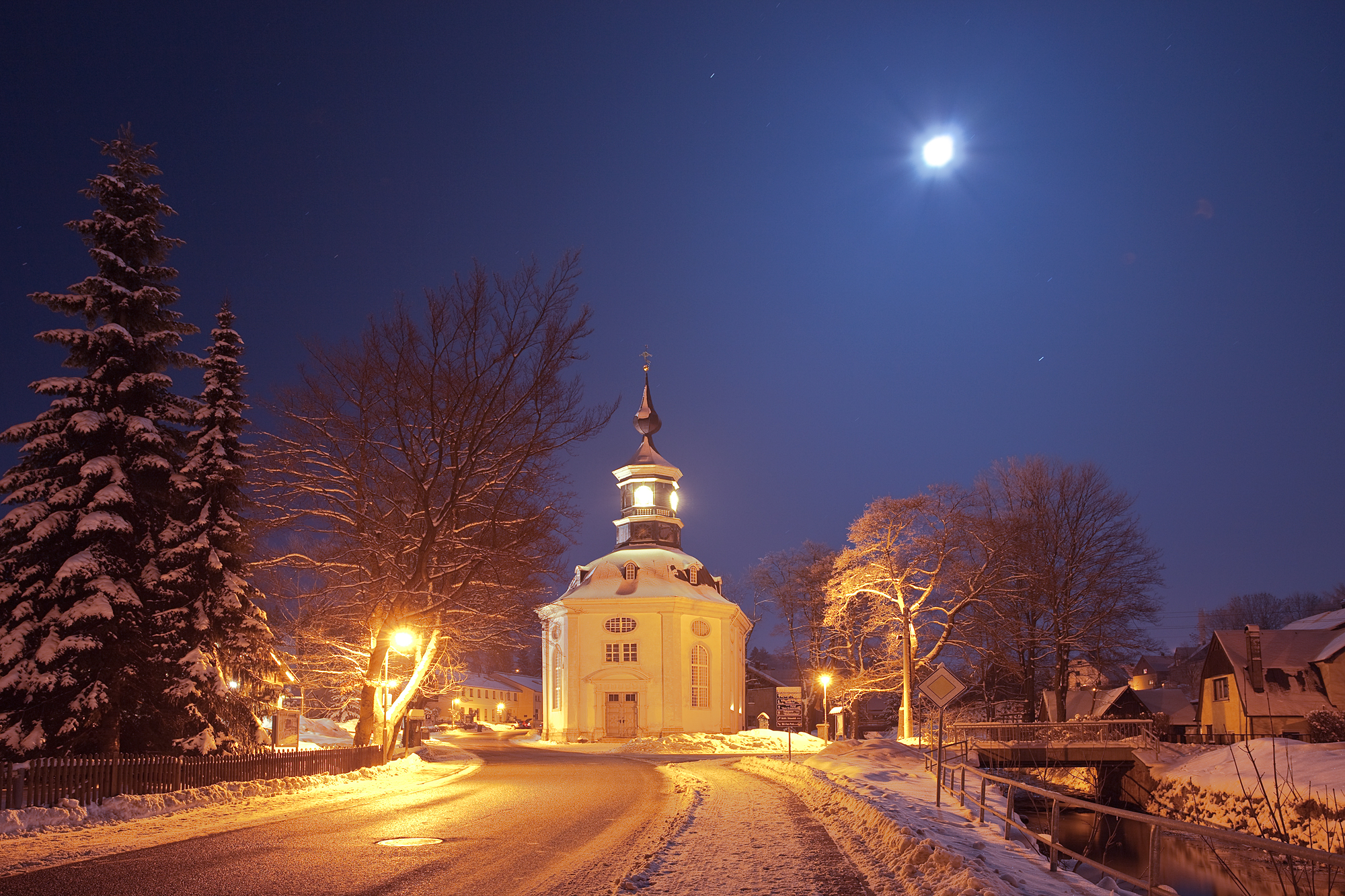
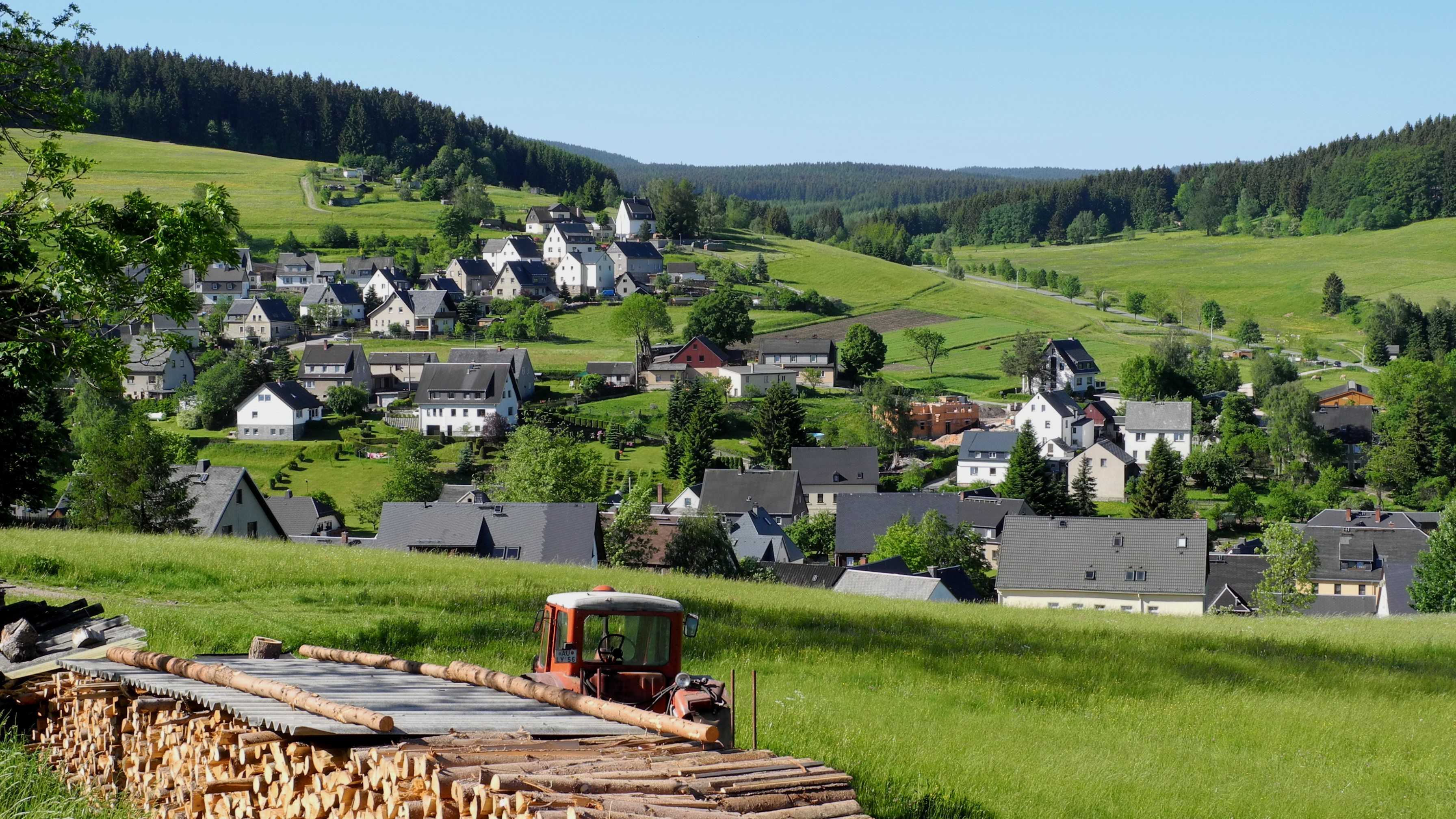
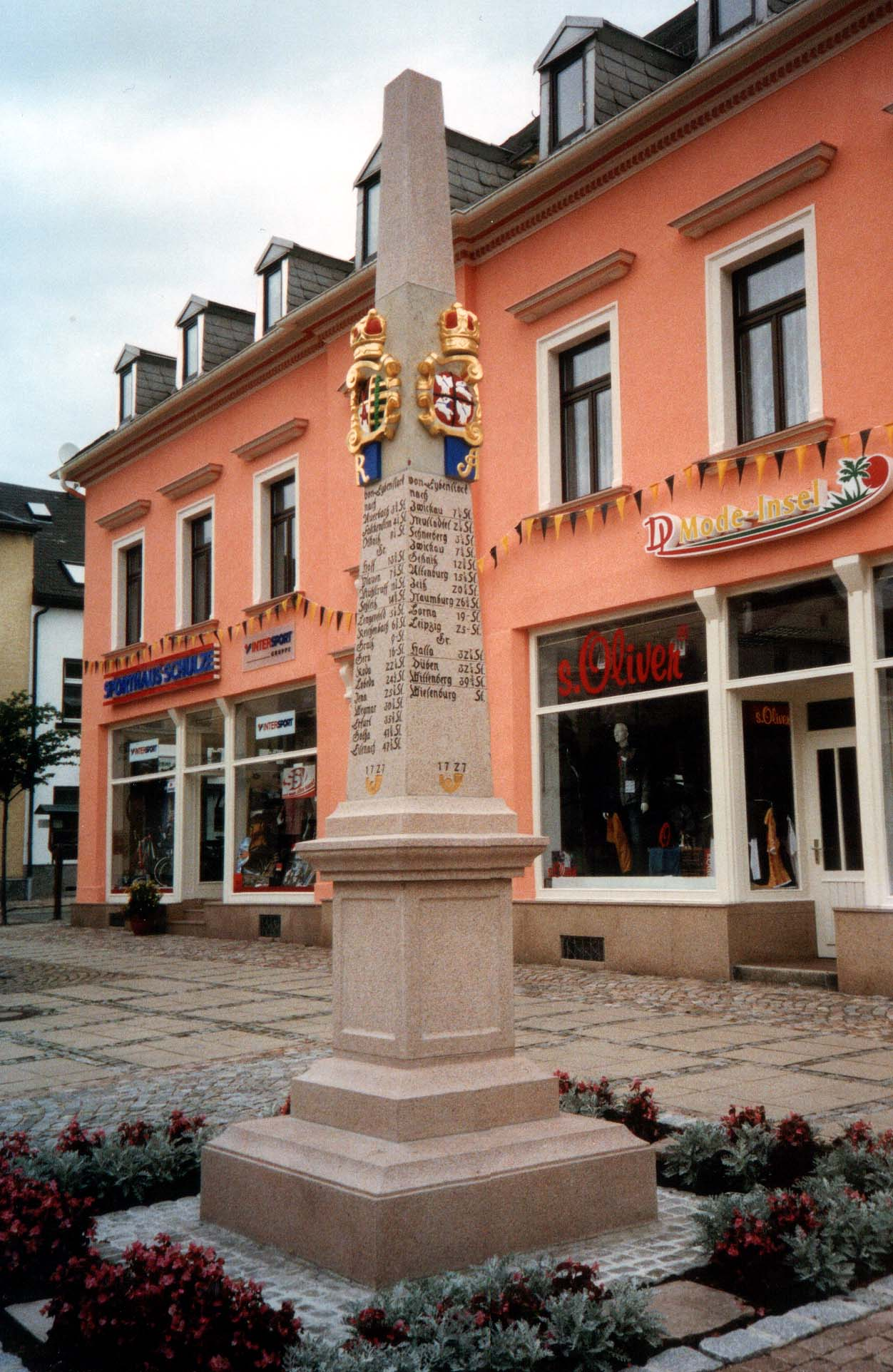
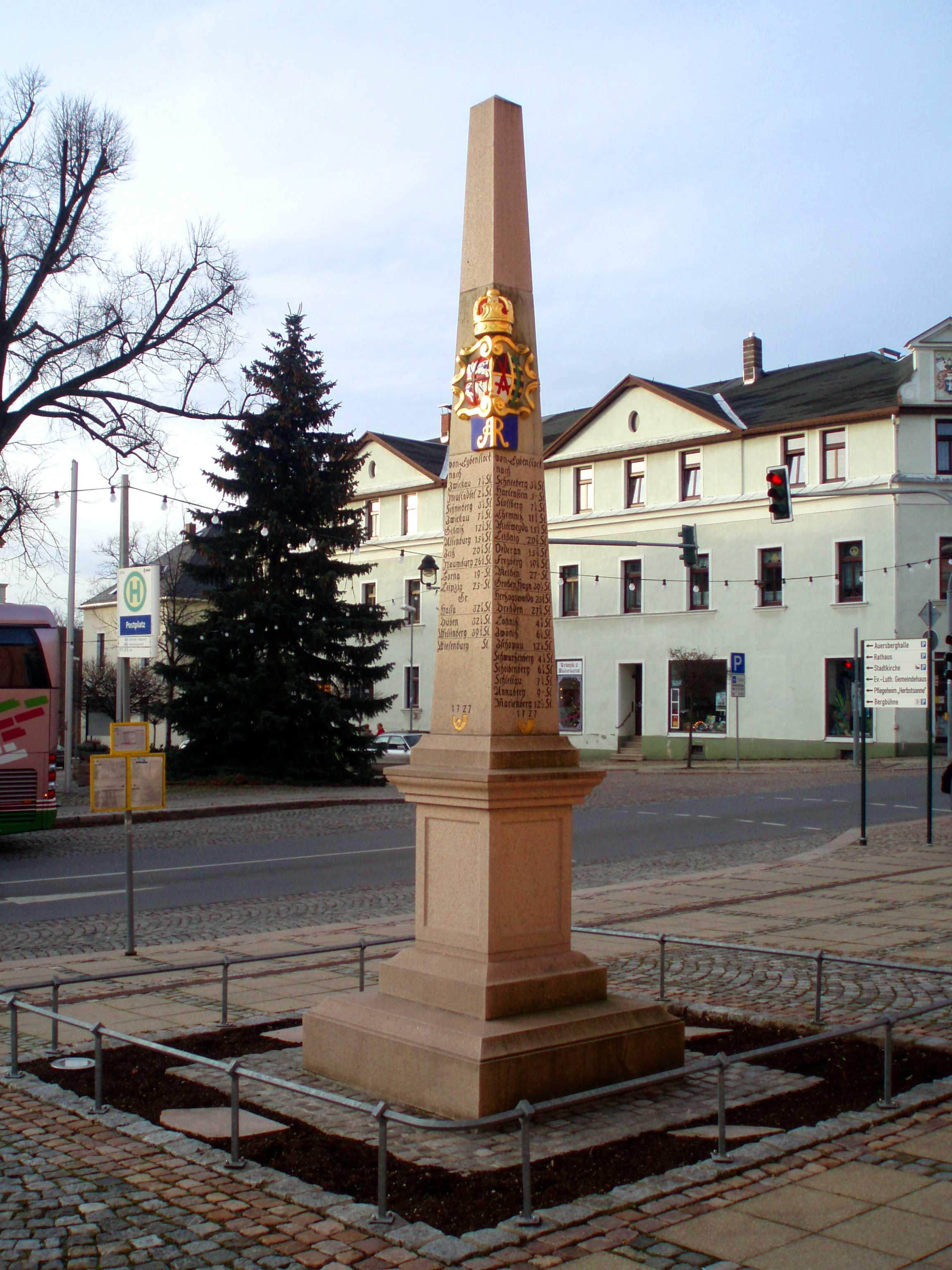
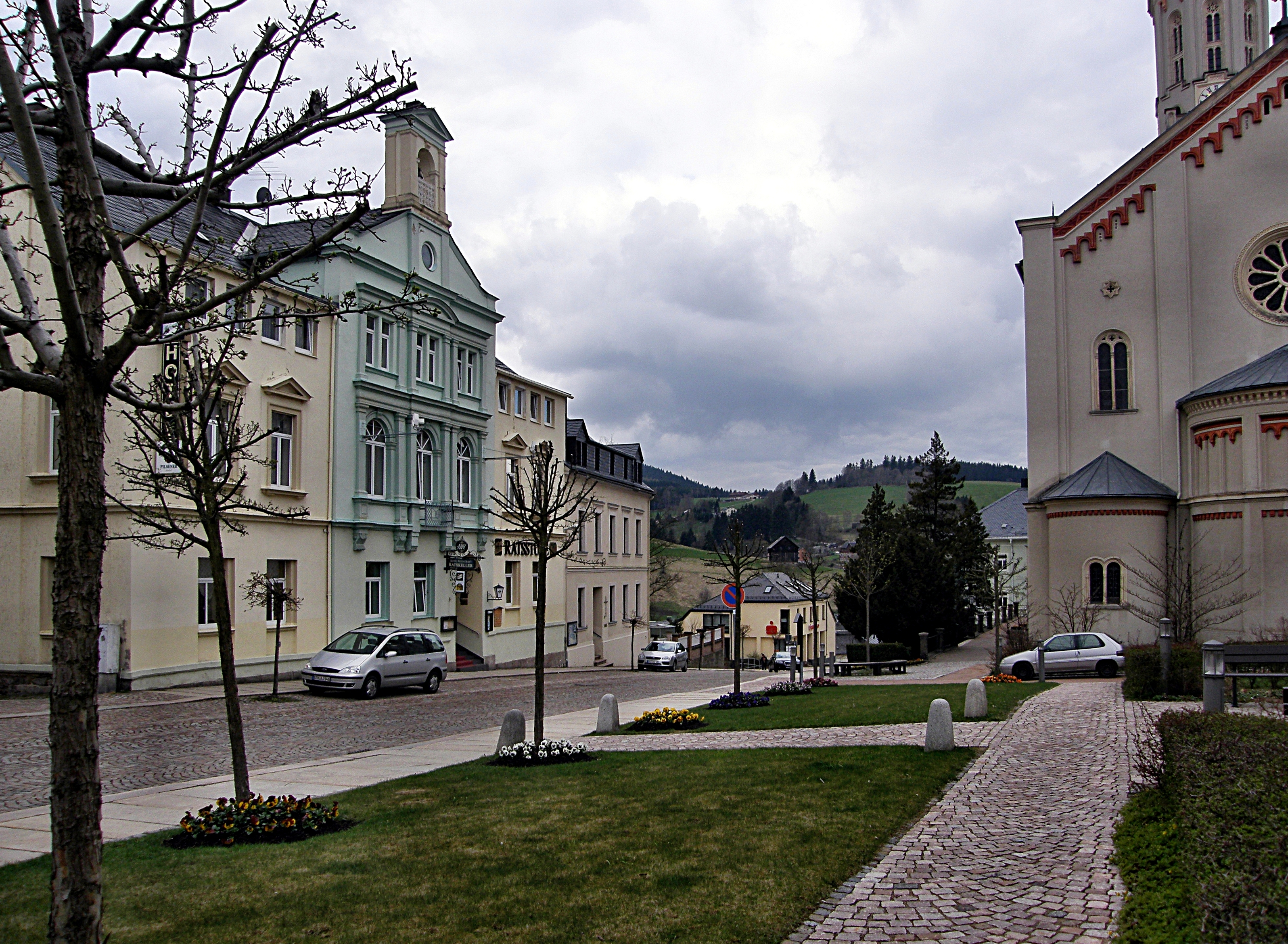
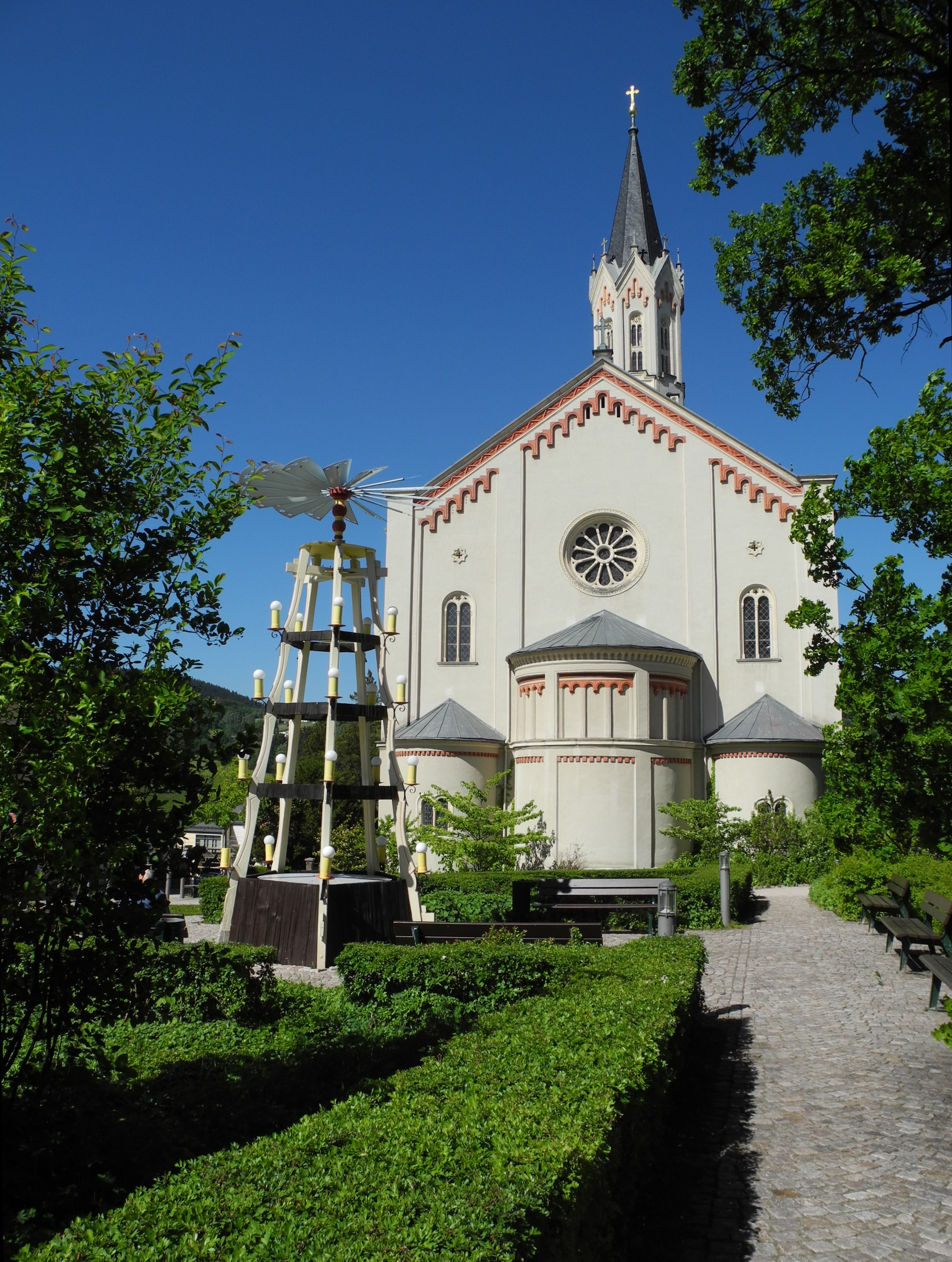
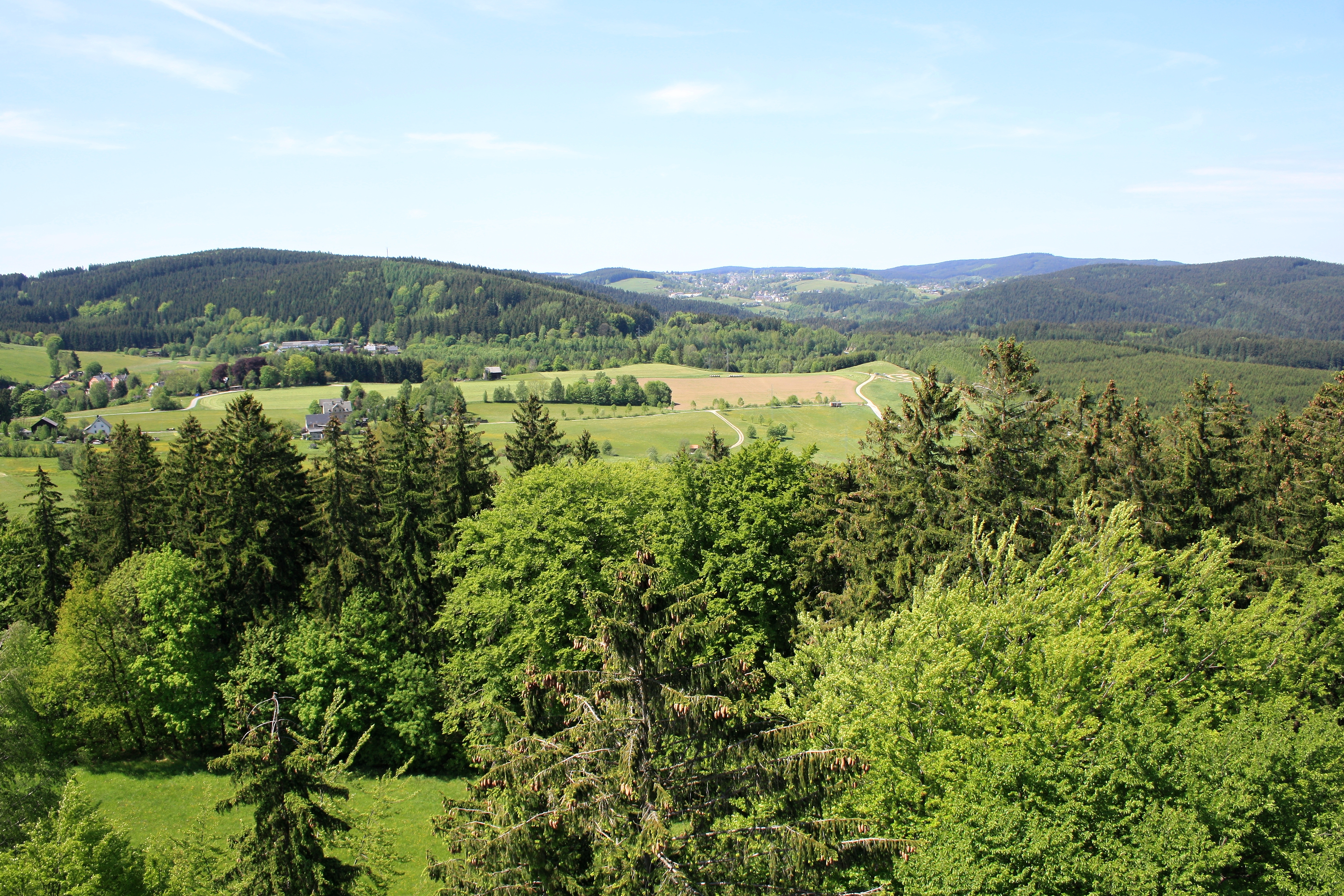

## Népesség
A település népességének változása:
| Lakosok száma | 7640 | 7434 | 7370 | 7075 | 7035 | 6975 |
|               | 2015 | 2017 | 2019 | 2021 | 2022 | 2023 |